# جيمس ألين ويليامسون
جيمس ألين ويليامسون (بالإنجليزية: James Allen Williamson)‏ هو سياسي أمريكي، ولد في 27 مايو 1951 في فورت رايلي في الولايات المتحدة. حزبياً، نشط في الحزب الجمهوري. وقد انتخب Oklahoma Secretary of State ‏ وانتخب عضو مجلس ولاية أوكلاهوما.